# Complicazione (orologeria)

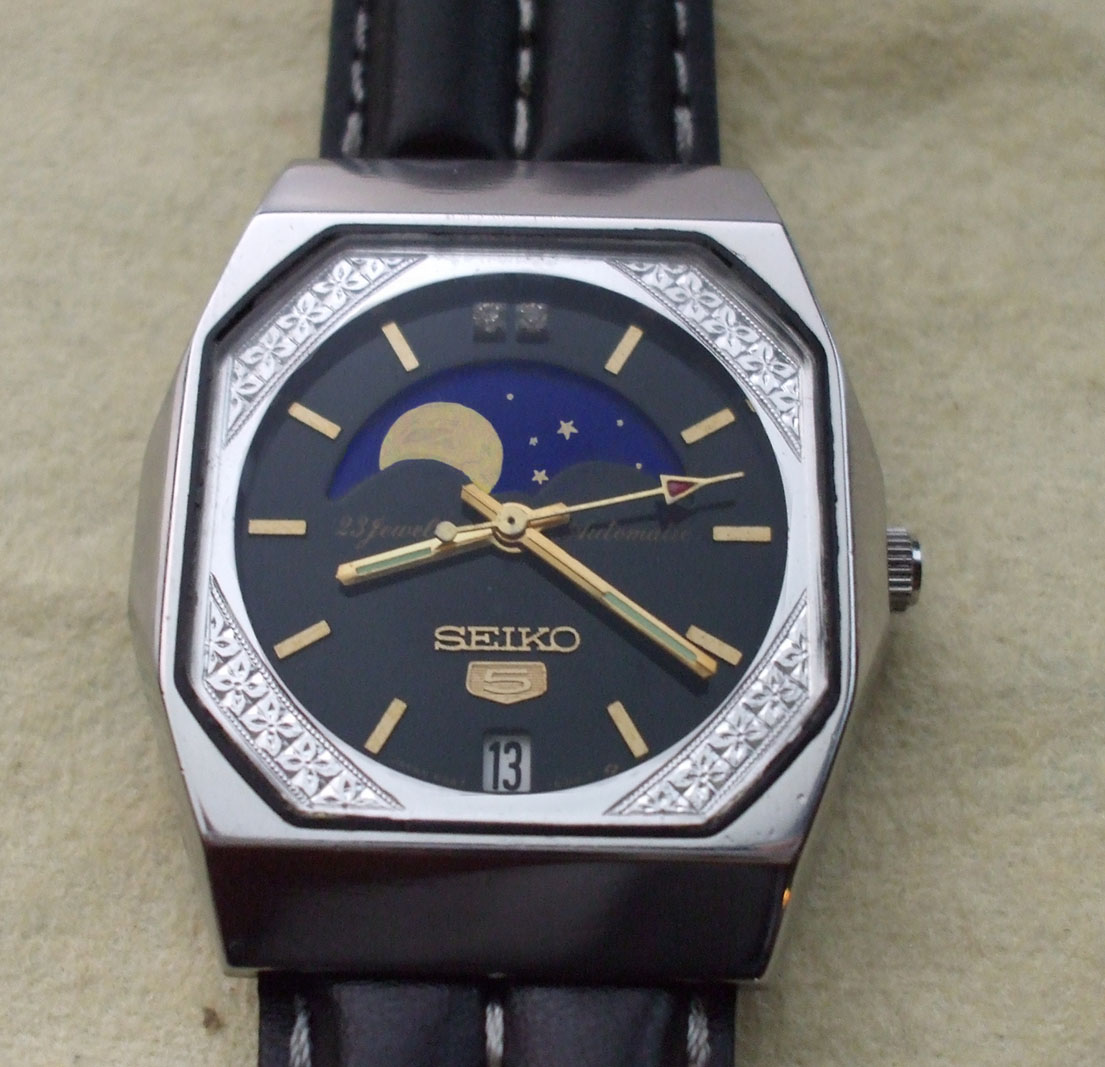
Orologio Seiko con fase lunare e giorno del mese

Una complicazione, in orologeria, è una funzionalità aggiuntiva presente in un orologio oltre alla visualizzazione dell'ora.

## Storia
La ripetizione minuti fu creata nei secoli scorsi in modo da permettere di sapere l'ora esatta anche di notte. Consiste nell'indicazione sonora dell'orario, azionata da uno o più martelletti che fanno suonare due linguette metalliche chiamate "gong", che di solito si sviluppano intorno al movimento.

## Calendari

### Calendari semplici
Sono complicazioni che possono fornire la data del giorno. Devono essere regolate manualmente più volte all'anno in quanto non tengono conto della differente durata dei mesi.
- Data semplice: fornisce il numero del giorno rispetto al mese, in modo analogico o digitale.
- Doppia data o gran data: fornisce il numero del giorno rispetto al mese mediante la combinazione delle due cifre. Ognuna delle due cifre è infatti ospitata su un differente piano.
- Daydate: fornisce il numero del giorno rispetto al mese e rispetto alla settimana, in modo analogico o digitale.
- Triplo calendario: fornisce il numero del giorno e del mese e il nome del giorno della settimana mediante un sistema che può essere analogico o digitale.
- Calendario settimanale: fornisce il numero del giorno, del mese, il nome del giorno della settimana e il numero della settimana rispetto all'anno.
- Fasi lunari: fornisce indicazioni relative alla fase lunare. Può essere integrata al calendario.
- Equazione lunare: fornisce indicazioni relative alla differenza presente tra il ciclo lunare segnato dall'apposita complicazione ed il vero ciclo astronomico. Tale complicazione non è attualmente in produzione.
- Calendario completo: fornisce il numero del giorno, del mese, il nome del giorno della settimana, il numero della settimana rispetto all'anno, le decadi, l'indicazione delle fasi lunari.[1]

### Calendari complessi
Sono complicazioni che possono fornire la data del giorno. Rispetto ai calendari semplici presentano dei meccanismi automatizzati.
- Calendario annuale: fornisce la data, il giorno, il mese e spesso pure le fasi lunari, similarmente al calendario completo. A differenza di quest'ultimo, riconosce in automatico la durata dei mesi, fatta eccezione per febbraio.[1]
- Calendario quadriennale o bisestile o semi-perpetuo: rappresenta la naturale evoluzione del calendario annuale. A differenza di questo, riconosce pure l'esistenza dei mesi da 28 giorni. Non riconosce l'anno bisestile.
- Calendario perpetuo: rappresenta il perfezionamento del calendario quadriennale, riconoscendo la durata di tutti i mesi. Deve essere regolato il 1º marzo di tutti gli anni di fine secolo recanti doppio zero terminale e non divisibili per 400.[1]
- Calendario secolare: evoluzione del calendario perpetuo, tiene presente l'esistenza di anni bisestili irregolari.
- Equazione del tempo: indica su apposito settore circolare la differenza presente tra ora civile ed ora solare.
- Equazione tempo marciante: evoluzione dell'equazione del tempo che sfrutta la presenza di due lancette.
- Calcolatore dell'alba e del tramonto: indica l'ora del sorgere del sole e del suo tramonto su una precisa latitudine.
- Data della Pasqua: indica la data della Pasqua secondo le regole attualmente vigenti. In caso di modificazione delle stesse, deve essere adattata.
- Calendario provvisto di indicazioni astronomiche: fornisce numerose informazioni relative al movimento dei pianeti e degli astri.

## Cronografi
Il cronografo semplice è un cronometro in grado di registrare il tempo misurato. La necessità di misurare il tempo a partire da un esatto istante portò infatti all'elaborazione dei primi cronografi medicali (su base 60 pulsazioni) per misurare il battito cardiaco, militari (per calcolare la distanza percorsa dai proiettili sparati dall'artiglieria sulla base della differenza tra momento dello sparo e dell'esplosione) e più in generale per misurare la produzione oraria di qualsiasi attività manifatturiera partendo dai dati unitari (tot pezzi al secondo = tot pezzi al minuto e all'ora). L'invenzione del cronografo è attribuita all'orologiaio francese Nicolas Rieussec. I primi cronografi nacquero con l'aggiunta di due quadrantini supplementari (solitamente a ore tre e a ore nove) per l'affissione dei secondi continui e dei minuti della misurazione cronografica, mentre i secondi della stessa venivano visualizzati da un'apposita lancetta centrale con partenza da ore dodici. Tappe fondamentali della storia del cronografo sono l'introduzione nel 1969 del primo cronografico automatico ad opera della Zenith (che, tra l'altro, adotta un movimento a 36.000 alternanze contro le usuali 28.800 della stragrande maggioranza degli orologi) e negli anni recenti lo "spostamento" da parte della Eberhard dei contatori supplementari su un'unica linea orizzontale, cosa che ha richiesto anni di progettazione.

### Cronografi semplici
Si tratta della tipologia più semplice di cronografo, in grado di registrare la durata di un solo intervallo di tempo. Tale complicazione è disponibile in più varianti.
- Chronostop: consente la misurazione del tempo intercorso fra due eventi, ma è sprovvisto di almeno una delle tre funzioni di base di un cronografo: partenza, arresto permanente o la rimessa a zeroazzeramento permanente.
- Cronografo a un minuto: consente la misurazione di intervalli di tempo per la durata massima di un minuto.
- Cronografo mono-pulsante: cronografo il cui funzionamento è regolato da un solo pulsante, attraverso il quale sono ottenibili le tre funzioni basilari in sequenza obbligata: partenza, arresto, azzeramento.
- Cronografo con doppio pulsante: consente di far ripartire la quantificazione del tempo trascorso dopo che la funzione è stata messa in pausa, senza la necessità di azzerare.
- Cronografo flyback o retour en vol: presenta una particolare funzione che permette di avviare un nuovo cronometraggio anche quando il cronografo è in marcia, evitando l'operazione di arresto.
- Cronografo foudroyante o a secondi fulminanti: particolare tipologia di cronografo in grado di indicare quarti, quinti, ottavi o decimi di secondo.
- Diablotine: funzione similare al cronografo foudroyante: differisce dalla precedente in quanto la sua lancetta non può essere arrestata.

### Cronografi a rattrapante
Si tratta di una particolare tipologia di cronografo, detto anche cronografo sdoppiante, in grado di registrare la durata di più fenomeni in contemporanea. È presente in più varianti:
- Cronografo monorattrapante:  sistema in grado di arrestarsi e di riprendere il moto recuperando il tempo perduto durante l'intervallo di pausa. È costituito da una sola lancetta e funziona per il tempo massimo di un minuto.
- Cronografo a index mobile: particolare sistema di cronografo a rattrapante, sulla cui lancetta inferiore è presente una spirale. Premendo l'apposito pulsante, la lancetta si arresta; rilasciandolo, si allinea nuovamente all'altra: l'effetto è simile a quello del cronografo rattrapante ma può restare in funzione per il tempo massimo di un minuto.

## Altre complicazioni

### Funzioni cronometriche
Ore, minuti, secondi del tempo medio; ore, minuti, secondi del tempo siderale.

### Sveglie
- Sveglia[5];
- Suoneria a carillon.

### Fusi orari
- Ora di un secondo fuso orario;
- Ore del tramonto e dell'alba in una città.

### Altre funzionalità
- Temperatura data da un termometro (si tratta quindi di una complicazione non meccanica, a differenza delle altre).
- Indicatore della riserva di carica del ruotismo del tempo;
- indicatore della riserva di carica del ruotismo delle suonerie;[5]
- dispositivo di sicurezza sul treno della suoneria a molla scarica;[5]
- doppio bariletto con carica per differenziale;[5]
- dispositivo per la ricarica e la messa all'ora in quattro posizioni;[5]
- indicazione della posizione della corona di carica.[5]